# Douglas John Tulloch Turnbull
Douglas John Tulloch Turnbull, britanski general, * 1901, † 1973.